# Хрусталёв, Павел Павлович
Па́вел Па́влович Хрусталёв (7 ноября 1917, дер. Рожевки, Псковская губерния — 31 декабря 1975, Москва) — штурман Дальней авиации СССР, гвардии полковник Советской Армии, участник Великой Отечественной войны, участник первой бомбардировки Берлина в августе 1941 года, Герой Советского Союза (1943).

## Биография
Родился 7 ноября 1917 года в деревне Рожевки (ныне — посёлок в Опочецком районе Псковской области). В 1936 году Хрусталёв был призван на службу в Рабоче-крестьянскую Красную Армию. В 1939 году он окончил Краснодарское военное авиационное училище штурманов. С начала Великой Отечественной войны — на её фронтах.
К апрелю 1943 года гвардии капитан Павел Хрусталёв был штурманом эскадрильи 8-го гвардейского авиаполка 8-й гвардейской авиадивизии 2-го гвардейского авиакорпуса авиации дальнего действия СССР. К тому времени он совершил 216 боевых вылетов на бомбардировку скоплений боевой техники и живой силы противника, его важных объектов, нанеся ему большие потери.
Указом Президиума Верховного Совета СССР от 27 июля 1943 года за «образцовое выполнение боевых заданий командования на фронте борьбы с немецкими захватчиками и проявленные при этом мужество и героизм» гвардии капитан Павел Хрусталёв был удостоен высокого звания Героя Советского Союза с вручением ордена Ленина и медали «Золотая Звезда» за номером 1058.
После окончания войны продолжил службу в Советской армии. В 1954 году окончил Центральные лётно-тактические курсы усовершенствования офицерского состава. Второй орден Ленина получил за участие в первом испытании термоядерной бомбы на полигоне Новая Земля. В 1973 году в звании полковника был уволен в запас. Проживал в Москве.
Умер 31 декабря 1975 года, похоронен на Кунцевском кладбище Москвы.
Был награждён двумя орденами Ленина, тремя орденами Красного Знамени, орденами Александра Невского и Красной Звезды, рядом медалей.